# Jazata
Jazatové „uctíváníhodní“ jsou nižší božstva, duchové či andělé v zarathuštismu. Někdy jsou chápáni jako podřízení Ameša Spentů, jindy jsou s nimi ztotožňováni a dokonce i Ahura Mazda je mezi ně počítán. Jazatové představují zpravidla abstraktní ideje či ctnosti a mohou být jak mužského a ženského pohlaví. Objevuje se dělení mainjava „nebeské, duchovní“ a gaethja „pozemské, hmotné“, ale nikde není uvedené jací jazatové spadají do jaké kategorie. Jejich hlavní funkcí je pomoc a požehnání těm kteří jim obětují. Některým je věnován samostatný avestánský hymnus – jašt.
Část jazatů odpovídá védským božstvům:
- Airjaman – védský Arjaman
- Apam Napát – védský Apám Napát
- Haoma – védský Sóma
- Mithra – védský Mitra
- Parendi – védská Purandhi
- Ušah – védská Ušas
- Vaju – védský Váju
- Verethragna – védský Vrtrahán, tedy Indra

Jiní jsou čistě íránští
- Anáhitá
- Aši „Požehnání“
- Átar „Oheň“
- Daena „Svědomí, Náboženství“
- Rašnu „Spravedlnost“
- Sraoša
- Tištrja „Naslouchání“
- Zaymat „Země“